# سانسور در چین
سانسور در جمهوری خلق چین توسط حزب کمونیست که گردانندۀ رژیم چین است به‌کارگرفته و اجرا می‌شود. البته مکان‌های مخصوص تحت نظر چین همانند هنگ کنگ و ماکائو نظام‌های قانونی خود را دارند و این سیاست‌های سانسور در آن‌جا به‌کارگرفته نمی‌شود.

## سانسور در زمینه‌های مختلف

### فرهنگی
سانسور فرهنگی در چین به شدت زیاد است از جمله آن که حق انتشار به کتاب‌هایی که در آن ضد منافع دولت سخن پیش آمده داده نمی‌شود همچنین در این کشور هر فیلم یا مجموعه تلویزیونی (چه داخلی و چه خارجی) که در آن برضد حکومت سخنی آمده باشد توقیف می‌شود.

### مذهبی
در این کشور رهبران گروه‌های مختلف مذهبی نمی‌توانند آزادانه عمل کنند و باید برای گرفتن مجوز و اجازه‌نامه باید مراحل گوناگونی را بگذرانند.

## مقاله‌های مرتبط
- دیوار آتش بزرگ چین